# Parque nacional Vatnajökull
El parque nacional Vatnajökull ([ˈvahtnaˌjœːkʏlsˌθjouðˌkarðʏr̥]ⓘ) es uno parque de los tres parques nacionales de Islandia y el más extenso de Europa. 
Las cualidad única del parque nacional Vatnajökull es principalmente su gran variedad de paisajes, creados por las fuerzas combinadas de los ríos, los glaciares y la actividad volcánica y geotérmica. El parque es ’’patrimonio de la humanidad’’ a partir del 5 de julio de 2019.

## Historia
Fue establecido el 7 de junio de 2008. Cubría un área inicial de unos 12 000 km² (el 12 % de la superficie de la isla) abarcaba todo el glaciar Vatnajökull y los parques Jökulsárgljúfur al norte y Skaftafell al suroeste. Posteriormente y con recientes adiciones como el cráter Lakagígar, los lagos: Langisjór, Krepputunga y Jökulsárlón (incluyendo sus alrededores) ahora cubre 14 967 km² o aproximadamente el 14% de la isla, lo que lo convierte en el segundo parque nacional más grande de Europa en términos de área después del Yugyd Va de Rusia.

## Geografía
El Vatnajökull es el glaciar más grande de Europa fuera del Ártico, con una superficie de 8100 km². El hielo glacial, que mide generalmente entre 400–600 m de espesor y como máximo 950 m, oculta una serie de montañas, valles y mesetas. Incluso algunos volcanes activos, como el Bárðarbunga que es el más grande y el Grímsvötn, el más activo. Mientras que la capa de hielo se eleva en su punto más alto a 2000 m s. n. m., la base del glaciar alcanza su punto más bajo a 300 m bajo el nivel del mar. En ninguna parte de Islandia, con la excepción del glaciar Mýrdalsjökull, cae más precipitación o drena más agua al mar que el lado sur del Vatnajökull. De hecho, actualmente hay tanta agua almacenada en este glaciar que el río islandés con mayor caudal, el Ölfusá, necesitaría más de 200 años para llevar esta cantidad de agua al mar.

## Galería

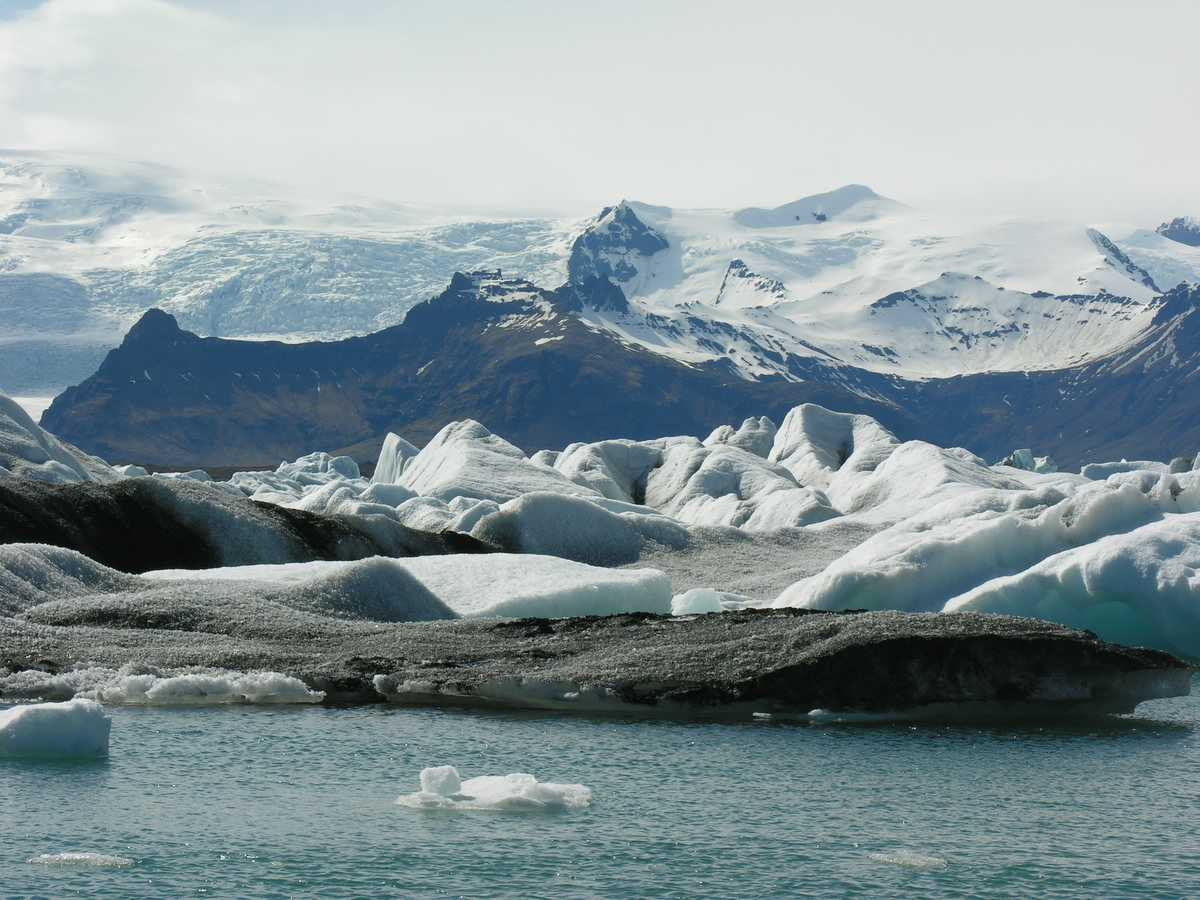
Jökulsárlón y Öræfajökull
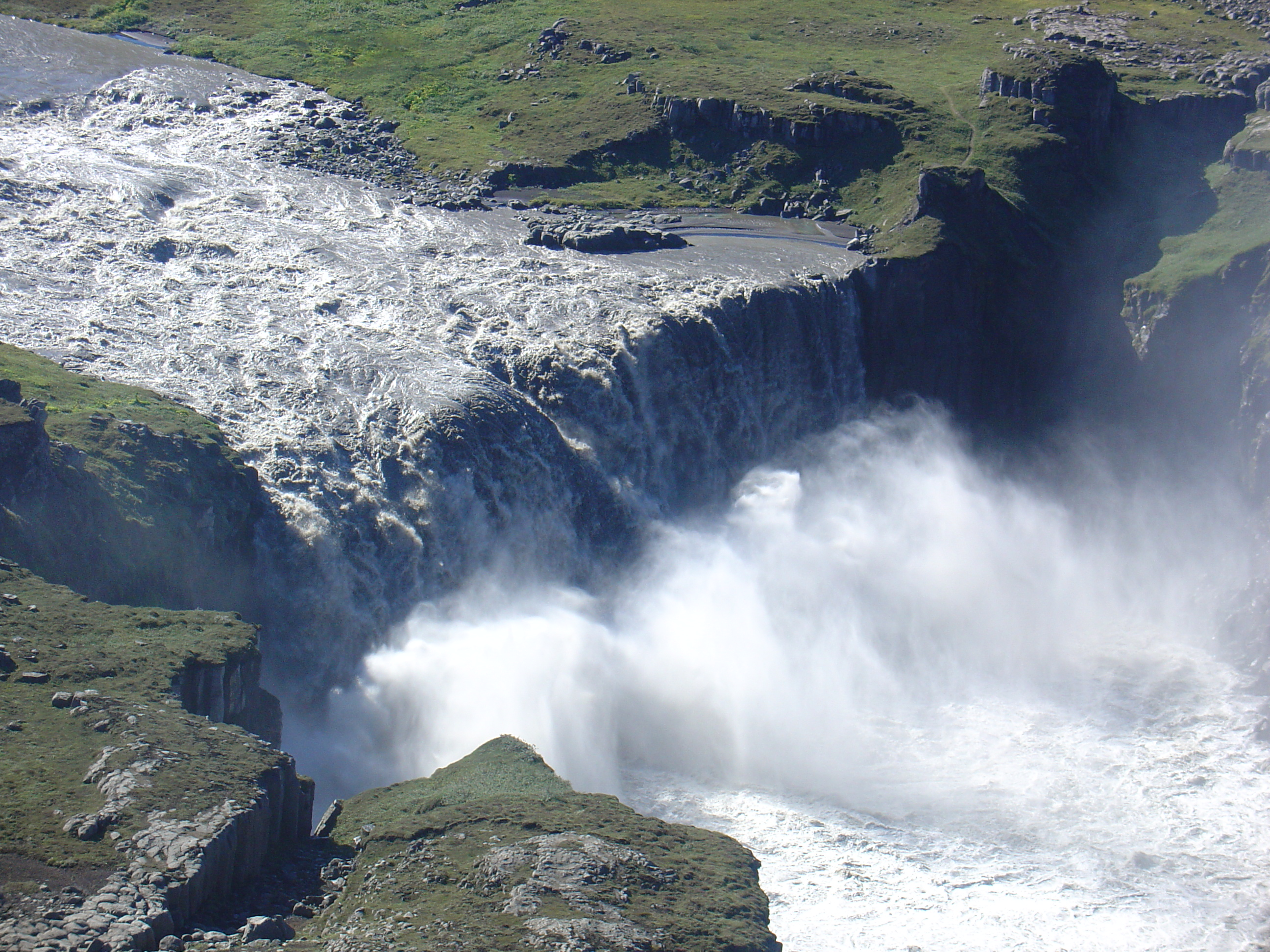
Hafragilsfoss
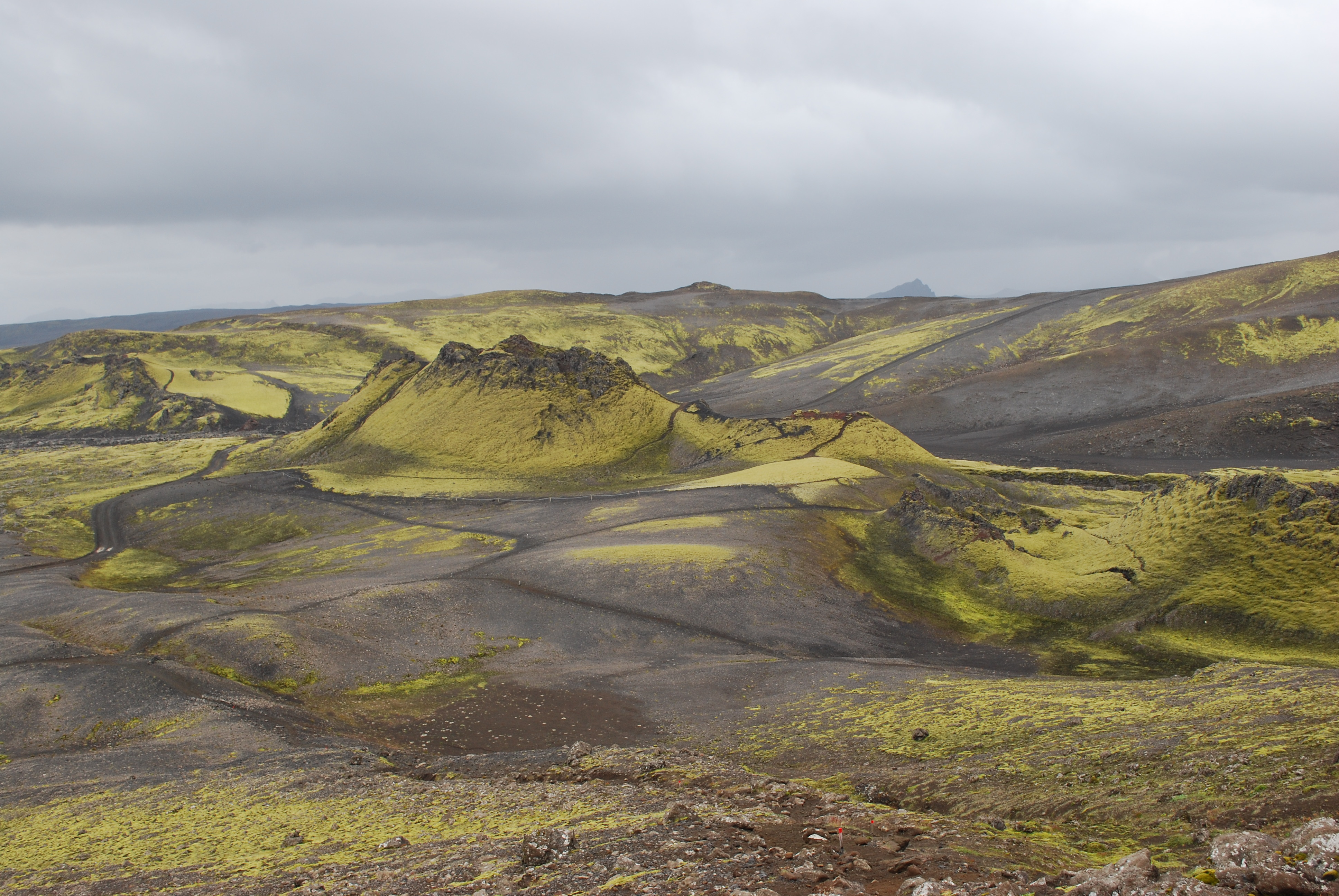
Fisura del cráter Laki
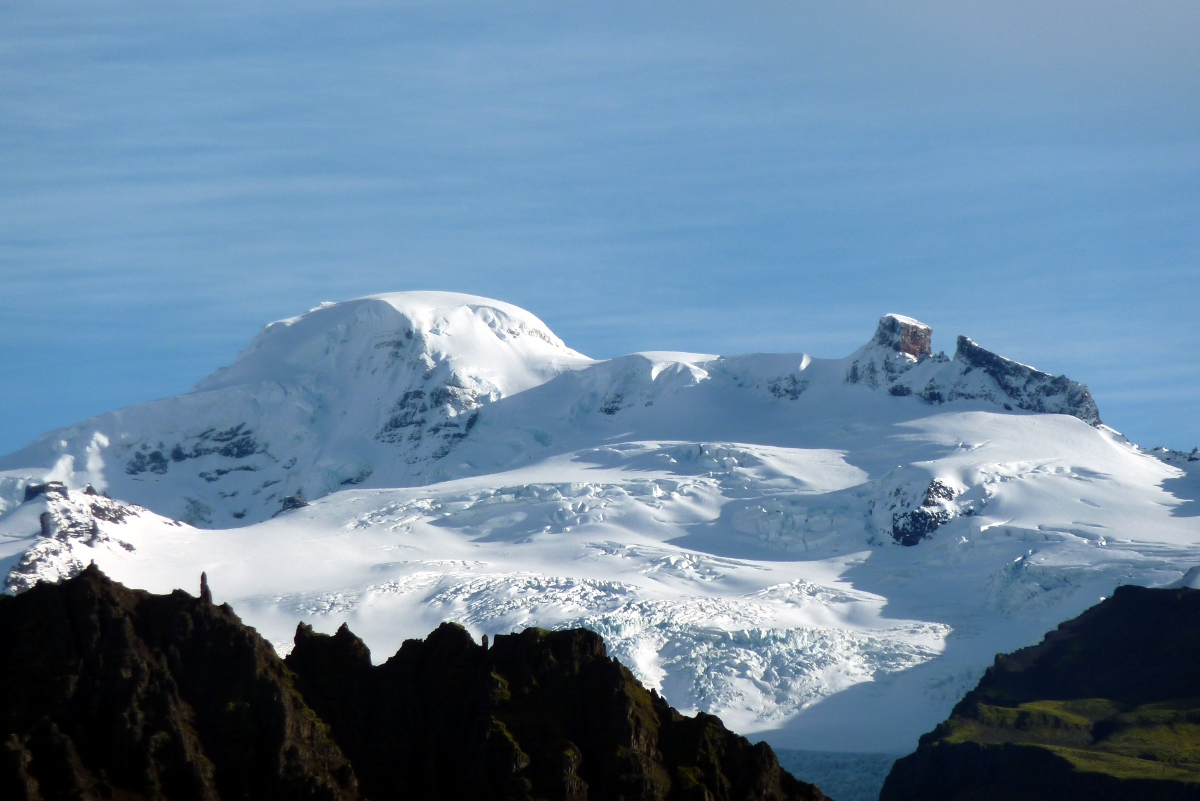
Öræfajökull con su pico el Hvannadalshnjúkur, desde Skaftafell